# Mundijong
Mundijong is een plaats in de regio Peel in West-Australië. Het ligt 45 kilometer ten zuidoosten van Perth. Tijdens de volkstelling van 2021 werden er 1.246 inwoners geteld. In 2011 waren er nog 1.429 inwoners.

## Geschiedenis

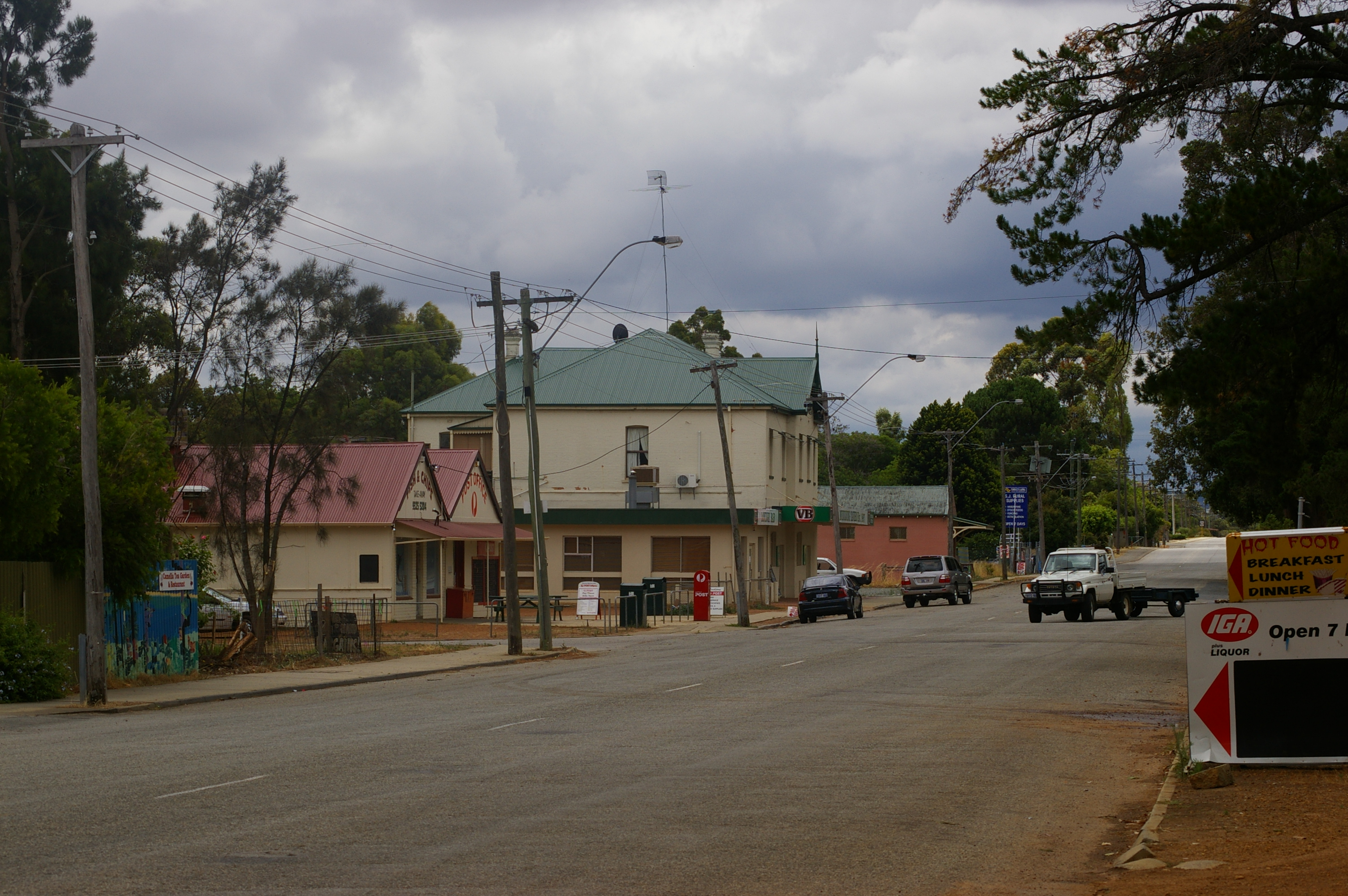
Hoofdstraat Mundijong 2007

De geschiedenis van Mundijong hangt samen met de geschiedenis van de spoorweg en de houtindustrie rond Jarrahdale. In 1893 werd het spoorwegstation Jarrahdale Junction geopend op de plaats waar de Jarrahdale - Rockingham spoorweg uit 1872 en de nieuwe South Western Railway van Perth naar Bunbury samenkwamen. De spoorweg tussen Jarrahdale en Rockingham bediende de houtindustrie. Rond het spoorwegstation groeide een dorp.  In 1892 bouwde Antoni Szczecinski een hotel, "Old Mundijong Hotel" (ook wel Serpentine Hotel genoemd), en deed goede zaken tijdens de aanleg van het spoorwegstation en de spoorweg.
In 1893 werd het dorpje "Manjedal" genoemd omdat men dacht dat dat de Nyungahbenaming voor het gebied was. In 1897 kwam men er achter dat dit niet zo was en werd het dorp Mundijong genoemd. In 1902 werd de naam van het station veranderd naar Mundijong Junction om verwarring tegen te gaan. Op vraag van de inwoners werd in mei 1896 begonnen met de bouw van een schooltje. In september 1896 was het klaar. In 1927 werd er een tweede schoolgebouw bijgebouwd. Beide dienden tot 1972 toen elders een nieuwe school werd gebouwd. De oude schoolgebouwen kregen andere functies waaronder die van speelgoedbibliotheek.
Het postkantoor werd gebouwd in 1896 hoewel er reeds postdiensten werden aangeboden sinds 1893 toen Mr R. M. Bowra de post- en stationsmeester van Jarrahdale Junction was. Het postkantoor bleef in dienst tot 1995 en werd toen vervangen door een nieuw gebouw elders. Het oude postkantoor werd een theehuis.
In 1897/98 bouwde Antoni Szczecinski, de Poolse immigrant die het oude "Serpentine Hotel" uitbaatte, een nieuw hotel met paardenstallen en een wijnkelder. Nog in 1897 werd een stuk grond voorzien voor een kerk. Deze werd pas gebouwd in 1905.
Hoewel het reeds lang bestond werd Mundijong pas op 1 mei 1997 officieel als plaats erkend.

## Beschrijving
Mundijong is het administratieve en dienstencentrum van het lokale bestuursgebied (GVA) Shire of Serpentine-Jarrahdale. Het heeft een basisschool.

## Toerisme
Er is een wandelpad langs het lokale erfgoed: het Serpentine hotel, het Road Board gebouw, de Mundijong school, de Methodistenkerk, het Mundijong postkantoor, het nieuwe Mundijong hotel, Wholaglans originele houten bakkershuisje en het spoorwegstation met zijn opslagplaatsen.

## Transport
Mundijong ligt langs de South Western Highway en de South Western Railway. Transwa verzorgt de Australind-treindienst tussen Perth en Bunbury met halte in Mundijong als dat op voorhand geboekt wordt.

## Klimaat
Mundijong kent een warm mediterraan klimaat, Csa volgens de klimaatclassificatie van Köppen. De gemiddelde jaarlijkse temperatuur bedraagt 18,0 °C en de gemiddelde jaarlijkse neerslag 951 mm.